# Front de résistance islamique en Syrie
Le Front de résistance islamique en Syrie (IRFS, arabe : جبهة المقاومة الإسلامية في سوريا , romanisé :  Jabhat al-muqāwamah al-Islāmīyah fī Sūriyā ), également connu sous le nom de Peuple courageux - Front de résistance islamique en Syrie (arabe : الشعب الشجاع - جبهة المقاومة الإسلامية في سوريا , romanisé :  Alshaeb Alshujae - Jabhat Almuqawamat Al'iislamiat fi Suria), anciennement connu sous le nom de Front de libération du Sud (arabe: جبهة تحرير الجنوب , romanisé :  Jabhat taḥrīr al-Janūb ), est une organisation militante créée en réponse à la chute du régime Assad et à l'invasion israélienne en cours de la Syrie.

## Histoire
Le Front de résistance islamique en Syrie a été créé le 17 décembre 2024 sous le nom de Front de libération du Sud. Son objectif, selon un communiqué publié par l'organisation, est de protéger le peuple syrien et de chasser Israël du territoire syrien. Le communiqué le décrit comme une organisation syrienne populaire créée en réponse au silence et à l'inaction du nouveau gouvernement syrien à l'égard d'Israël, qualifié dans le communiqué d'« ennemi israélien » et d'« occupation israélienne ». Il souligne également que l'organisation n'a aucune affiliation avec un État, une secte ou un parti, que ce soit en Syrie ou à l'étranger,.
Le commandant de l'IRFS a affirmé que la formation du groupe avait été motivée par les « tentatives continues de division, de famine, de déplacement, d'arrestations et de meurtres systématiques » lors de l'invasion israélienne de la Syrie.

## Operations de combat
Le 9 janvier 2025, le Front de libération du Sud a donné à Israël 48 heures pour retirer toutes les troupes israéliennes de la zone tampon près du plateau du Golan. Le groupe a affirmé quelques jours plus tard qu'il surveillait et se préparait à attaquer l'armée israélienne dans le sud de la Syrie.
Le 26 janvier 2025, le Front de résistance islamique en Syrie a revendiqué la responsabilité de la destruction d'un drone appartenant aux Forces de défense israéliennes dans le sud de la Syrie lors de sa première opération officielle contre eux.
Le 31 janvier 2025, le groupe a affirmé avoir attaqué l'armée israélienne dans le village de Taranja, à Quneitra . Cependant, aucune preuve de l'attaque n'a été fournie, et le groupe a par la suite nié que l'incident ait eu lieu dans un message sur Telegram.
Le 27 février, l’IRFS a commencé à former des cellules militaires dans le sud de la Syrie, probablement avec le soutien de l'Iran.